# Darker than Black
Darker than Black (Darker than BLACK -黒の契約者-, Dākā zan Burakku: Kuro no Keiyakusha) est un anime réalisé par Tensai Okamura et produit par le studio Bones. La série est composée de 26 épisodes et a été diffusée au Japon du 5 avril au 27 septembre 2007. Une seconde saison de douze épisodes nommée Darker than Black: Ryūsei no Gemini (DARKER THAN BLACK-流星の双子-, Dākā Zan Burakku -Ryūsei no Jemini-) a été diffusée au Japon du 8 octobre au 24 décembre 2009, suivi par une série d'OAV intitulée Darker Than Black Gaiden sortie en 2010.
En France, la première saison de l'anime est licenciée par l'éditeur WE Productions sous son label WE Anim. Initialement prévue en DVD en juillet 2011, la série est finalement le 1er mars 2013, après avoir été diffusée sur GONG. Une première édition Blu-Ray (appelée "Intégrale Ruby") est sorti le 26 avril 2013, et une seconde (appelée "Édition Saphir") le 2 juillet 2013.
Deux adaptations en manga ont vu le jour : la première en deux volumes entre 2007 et 2008 dans le magazine Monthly Asuka de l'éditeur Kadokawa Shoten et la seconde en quatre volumes intitulée Darker than Black: Shikkoku no Hana entre 2009 et 2011 dans le magazine Young Gangan de l'éditeur Square Enix,. La première série est publiée en version française par Panini Comics et la seconde par Ki-oon.

## Univers

### Trame
Il y a dix ans, une mystérieuse zone connue sous le nom de Hell’s Gate (地獄門, jigokumon) (Porte des Enfers) apparut dans Tokyo, dévastant le paysage et altérant le ciel. Les corps célestes disparurent, remplacés par de fausses étoiles. On découvre peu après l’existence d’êtres humains dotés de pouvoirs surnaturels appelés "pactisants" (ou "contractants" dans la VF de l'anime).
De nos jours, un vaste mur a été construit dans le but d’empêcher qui que ce soit de s’approcher de la Hell’s Gate. Chaque fausse étoile correspond à un contractant, vibre lorsque celui-ci utilise son pouvoir, et disparaît s’il meurt. Les pactisants sont donc généralement désignés grâce à un identifiant issu d’un catalogue astronomique. De nombreuses nations utilisent les pactisants comme agents secrets ou assassins.

### Terminologie
Pactisant/Contractant (契約者, Keiyakusha)
Les pactisants sont des êtres humains ayant obtenu des pouvoirs surnaturels à la suite de l’apparition de la Hell’s Gate. Ces pouvoirs peuvent avoir de différentes natures : création d’électricité, congélation des liquides, transfert de corps, etc. Après utilisation de son pouvoir, un pactisant doit effectuer un "paiement" (une "rémunération" dans la VF) qui prend la forme d’un rituel compulsif, comme fumer une cigarette, plier tous les coins des pages d’un livre, manger une fleur, etc. Les pactisants sont par ailleurs amoraux et particulièrement pragmatiques, ce qui leur donne l’apparence d’êtres dénués d’émotions. Les pactisants ne forment pas un groupe, ils sont généralement engagés par des organisations comme tueurs à gages ou gardes du corps.
Pantin/Doll (ドール, Dōru)
Les pantins sont des êtres dénués d’émotions et de personnalité. Ce sont des humains "vides", qui possèdent eux aussi des capacités. Différents des pouvoirs des pactisants, les capacités des pantins ne sont que très peu connues. Dans la série, on ne voit qu’un type de pouvoir, qui consiste à faire apparaître un observateur (invisibles pour les humains ordinaires) n’importe où se trouve le médium du pantin en question. Par exemple, Yin, le pantin employée par la même organisation secrète qui emploie le héros (Hei) possède comme médium l’eau : elle peut ainsi faire apparaître un observateur n’importe où il y a de l’eau. Ce type de pantin est ainsi très pratique pour l’espionnage. En plus de ces capacités, les pantins peuvent être utilisées comme agent dormant : en leur implantant la mémoire d’une personne, ils deviennent eux-mêmes cette personne avec sa personnalité, ses habitudes, etc. jusqu'à ce qu’on leur retire leur mémoire.
Moratoire/Moratorium (モラトリアム, Moratoriamu)
Ce sont des pactisants qui ne contrôlent pas leur pouvoir, et n’en ont généralement même pas conscience. L’utilisation de leurs
capacités ne nécessite pas de paiement, mais ils ne sont capables de les utiliser qu’en entrant dans un état hypnotique. De par cette utilisation, ils sont généralement victimes de pertes de mémoire. Cette instabilité fait des moratoria des êtres pouvant devenir très dangereux pour leur entourage.

### Personnages
Hei (黒, litt. Noir) (Li Shengshun/BK-201/le Pactisant Maudit/la Faucheuse Noire)
Voix japonaise : Hidenobu Kiuchu, voix française : Franck Victoir
Héros de l’histoire, c’est un pactisant d’élite capable de maîtriser l’électricité. Il est employé par une organisation secrète connue sous le nom de Syndicat, pour mener à bien des missions d’assassinats, de récupération d’objets ou de protection. Sa couverture est celle de Li Sheng Shun, un étudiant venant de Chine. On apprend qu’il est entré dans le Syndicat plusieurs années auparavant avec sa sœur, mais qu'il y est resté dans l’unique but de retrouver cette dernière. Il est en réalité un humain qui a reçu les pouvoirs de sa sœur, l'ancienne BK-201, c'est pour cela qu'il a gardé ses émotions et qu'il n'a pas de prix à payer.
Yin (銀, In, litt. Argent)
Voix japonaise : Misato Fukuen, voix française : Bénédicte Rivière
Cette jeune fille est un pantin employé par le syndicat, et fait partie de l’équipe de Hei. Son médium est l’eau, ce qui lui permet d'utiliser ses pouvoirs dans la plupart des endroits de la ville et ainsi de repérer facilement les cibles des missions ou ses camarades. Bien qu’étant supposée vide d’émotions et de sentiments, elle agit parfois d’elle-même ce qui donne à penser que les pantins ne sont peut-être pas si "vides" que ce qu’il y paraît.
Mao (猫, litt. Chat)
Voix japonaise : Ikuya Sawaki, voix française : Frédéric Cerdal
Un autre des compagnons du héros : c’est un pactisant dont le pouvoir est de transférer son esprit dans le corps de n’importe quel animal. Il a gardé la parole et sa capacité. Il a perdu son corps dans un accident durant l'une de ses missions, depuis il réside dans le corps d’un chat noir.
Huang (黄, Hoan, litt. Jaune)
Voix japonaise : Masaru Ikeda
Le seul être humain de l’équipe de Hei (excepté Hei). Intermédiaire avec le Syndicat, il transmet ses ordres au reste de l’équipe.
Misaki Kirihara (霧原 未咲, Kirihara Misaki)
Voix japonaise : Nana Misuki, voix française : Pascale Chemin
Cette jeune femme est une policière qui ne va cesser d’enquêter sur les pactisants, et principalement sur l’identité de Hei dont elle ne connait que le nom de l’étoile qui lui est associée (BK-201). Au fil des épisodes elle va de plus en plus s'intéresser à lui jusqu'à ce qu'il devienne une obsession, plusieurs sous-entendus nous montrent qu'elle aurait des sentiments à son égard.
November 11 (ノーベンバー11, Nōbenbā 11) (Jack Simon)
Voix française : Nicolas Beaucaire
Employé par le MI6, c’est un pactisant capable par contact de créer un très grand froid, ce qui lui permet de geler n’importe quel liquide ou de transformer un homme en bloc de glace cassante. En contrepartie de l'utilisation de ses pouvoirs, il doit fumer une cigarette (étant non fumeur, cet acte lui est des plus désagréables). C’est un personnage très énigmatique dont les réelles intentions sont inconnues. À la suite d’une mission au cours de laquelle il va travailler avec Misaki Kirihara, ils vont régulièrement se rencontrer et se donner des informations.

## Anime
La première saison est produite par le studio Bones avec une réalisation et un scénario de Tensai Okamura. Elle a été diffusée sur MBS du 5 avril au 26 septembre 2007 et comporte 25 épisodes.
Une seconde saison a été annoncée en juin 2009. Intitulée Darker than Black: Ryuusei no Gemini, elle a été diffusée au Japon du 8 octobre au 24 décembre 2009 et comporte 12 épisodes. On y retrouve Hei, Mao, ainsi que quelques anciens protagonistes de la saison précédente. Le personnage principal est une jeune adolescente nommée Suou, elle se retrouve séparée de son père et de son frère, Shion, lorsque le MI6 et la CIA tentent de capturer ce dernier. En effet, Shion est devenu un pactisant deux ans plus tôt, après une mystérieuse chute de météorites. La rémunération de ce dernier lui a fait perdre l'usage de ses jambes. En raison de sa ressemblance avec son frère, Suou se retrouve traquée à sa place. Sa route finit par croiser celle de Hei, qui a bien changé avec le temps...
Une série d'OAV intitulée Darker Than Black Gaiden est sortie en 2010. L'histoire décrit les événements qui se sont déroulés entre les deux premières saisons et développe ce qui est sous-entendu dans la seconde saison. Les 4 épisodes sont sortis avec les volumes 2, 4, 6 et 8 des DVD et Blu-Ray de la saison 2.

### Génériques
| Générique | Épisodes | Début                                     | Début                | Fin                 | Fin                   |
| Générique | Épisodes | Titre                                     | Artiste              | Titre               | Artiste               |
| --------- | -------- | ----------------------------------------- | -------------------- | ------------------- | --------------------- |
| Saison 1  | 1 – 14   | Howling                                   | Abingdon Boys School | Tsuki Akari         | Rie Fu                |
| Saison 1  | 15 – 25  | Kakusei Heroism ~The Hero Without A Name~ | An Cafe              | Dreams'             | High and Mighty Color |
| Saison 2  | 1 – 12   | Tsukiakari no michishirube                | Stereopony           | From Dusk Till Dawn | Abingdon Boys School  |
| OAV       | 4        | -                                         | -                    | Can You Fly ?       | Yasushi Ishii         |